# Cristian Manuel Chávez
Cristian Manuel Chávez (Pilar, Buenos Aires, Argentina; 16 de junio de 1986) es un exfutbolista y entrenador argentino. Jugaba como centrocampista. Actualmente dirige a Jorge Wilstermann de la Primera División de Bolivia.

## Trayectoria
Comenzó en el Club Atlético Atlas, para luego incorporarse a las divisiones inferiores de Boca Juniors. Debutó en la Primera División el 3 de julio de 2005 ante Almagro. En 2011 y debido a algunas lesiones que sufrió Juan Román Riquelme, Chávez tuvo que hacerse cargo de ser el conductor del equipo. En 2012 fue uno de los convocados para jugar un amistoso internacional contra Brasil con jugadores del medio local. En el segundo semestre del 2012 Chávez pudo mantener su titularidad hasta la fecha 12. El jueves 24 de enero de 2013 se confirma su llegada a Lanús, a cambio de 1.000.000 de dólares por el 50 % del pase. Tras un tiempo en Lanús paso a Unión Española de Chile con opción de compra. Tras su paso por Grecia, es contratado en 2017 por el Wilstermann para jugar la Copa Libertadores 2017.

## Selección nacional
Chávez jugó cuatro partidos con la selección de fútbol de Argentina, todos en 2011. En uno de ellos anotó su único gol, frente a Venezuela en un amistoso.

## Clubes

### Como jugador
| Club              | País      | Año         |
| ----------------- | --------- | ----------- |
| Boca Juniors      | Argentina | 2005 - 2012 |
| Lanús             | Argentina | 2013        |
| Unión Española    | Chile     | 2014        |
| Arsenal           | Argentina | 2015        |
| Asteras Trípoli   | Grecia    | 2016        |
| Jorge Wilstermann | Bolivia   | 2017 - 2022 |

### Como entrenador
| Club              | País    | Año               |
| ----------------- | ------- | ----------------- |
| Jorge Wilstermann | Bolivia | 2025 - Actualidad |

## Palmarés

### Campeonatos nacionales
| Título                      | Equipo            | País      | Año    |
| --------------------------- | ----------------- | --------- | ------ |
| Primera División            | Boca Juniors      | Argentina | A-2008 |
| Primera División            | Boca Juniors      | Argentina | A-2011 |
| Copa Argentina              | Boca Juniors      | Argentina | 2012   |
| Primera División de Bolivia | Jorge Wilstermann | Bolivia   | A-2018 |
| Primera División de Bolivia | Jorge Wilstermann | Bolivia   | C-2019 |

### Campeonatos internacionales
| Título                       | Equipo       | Sede         | Año  |
| ---------------------------- | ------------ | ------------ | ---- |
| Copa Libertadores de América | Boca Juniors | Porto Alegre | 2007 |
| Recopa Sudamericana          | Boca Juniors | Buenos Aires | 2008 |
| Copa Sudamericana            | Lanús        | Lanús        | 2013 |